# プロボノ
プロボノ（Pro bono）とは、各分野の専門家が、職業上持っている知識やスキルを無償提供して社会貢献するボランティア活動全般。または、それに参加する専門家自身。

## 語源
プロボノとはラテン語で「公共善のために」を意味するpro bono publicoの略で、最初は弁護士など法律に携わる職業の人々が無報酬で行う、ボランティアの公益事業あるいは公益の法律家活動を指した。弁護士による無料法律相談、無料弁護活動などが含まれる。現在も弁護士の業界において、もっとも浸透している。

## 世界各国におけるプロボノ

### オランダ
オランダでは、無報酬で提供される法的サービスはプロ • デオ（pro deo）と呼ばれる。

### アメリカ
アメリカ合衆国の弁護士は、アメリカ法曹協会（American Bar Association、ABA）より年間50時間以上のプロボノ活動を行うことが推奨されている。他分野への展開は、2001年創設の米国Taproot Foundationが行ったチーム型のプロボノプログラム「Service Grant」などの展開によって拡大し、資金と人材が不足するNPOなどを受け皿に、その経済効果は10億ドルに上ると言われている。

### イギリス
イギリスの弁護士事務所やロースクールでは、2002年よりプロボノ意識を高めるために、活動を推進する「プロボノ週間」が毎年設定されることを推奨している。

### 大韓民国
大韓民国の弁護士は少なくとも年間30時間のプロボノ活動を行うことが義務付けられているが、地元の弁護士会はこの要件を年間20時間に減らすことができる。要件を満たさない正当な理由がある場合は、代わりに1時間あたり2万～3万ウォン（17～26米ドル）をプロボノ基金に支払うことができる。

## 日本におけるプロボノ
日本では、チーム型プロボノプログラムのコーディネートを行っている認定NPO法人サービスグラントの登録者数が2010年から2020年の間で10倍、支援実績が1000プロジェクトを超える等、大きな伸びを続けている。また、企業でのCSRや人材育成、自治体における地域づくりの課題解決に向けた市民参加促進機会等としてもプロボノの導入に注目が高まっている。
アメリカ同様に、日本でも弁護士会などが公益的活動に対する義務的活動時間が設定されている場合が見られ、プロボノ活動として捉えられることもある。公認会計士もPwCあらた監査法人による先駆的な取組みにより、その認知が広がってきている。
中小企業診断士も、東北復興支援活動を中心に、手弁当で東北へ出向き、地元企業、商店街の復興を支援するなど、幅広く活動している。